# Списак епизода серије Њујоршки плавци

Серија Њујоршки плавци се емитовала на каналу Еј-Би-Си од 21. септембра 1993. до 1. марта 2005. године. Серија броји 12. сезона. Све сезоне има ју по 22 епизоде сем 8. и 12. које имају по 20 и 9. која има 23 епизоде.
Серија Њујоршки плавци има 261 епизоду.

## Преглед
| Сезоне | Сезоне | Епизоде | Оригинално емитовање               | Оригинално емитовање               |
| Сезоне | Сезоне | Епизоде | Почетак емитовања                  | Крај емитовања                     |
| ------ | ------ | ------- | ---------------------------------- | ---------------------------------- |
|        | 1      | 22      | 21. септембар 1993.                | 17. мај 1994.                      |
|        | 2      | 22      | 11. октобар 1994.                  | 23. мај 1995.                      |
|        | 3      | 22      | 24. октобар 1995.                  | 21. мај 1996.                      |
|        | 4      | 22      | 15. октобар 1996.                  | 20. мај 1997.                      |
|        | 5      | 22      | 30. септембар 1997.                | 19. мај 1998.                      |
|        | 6      | 22      | 20. октобар 1998.                  | 25. мај 1999.                      |
|        | 7      | 22      | 11. јануар 2000.                   | 23. мај 2000.                      |
|        | 8      | 20      | 9. јануар 2001.                    | 22. мај 2001.                      |
|        | 9      | 23      | 6. новембар 2001.                  | 21. мај 2002.                      |
|        | 10     | 22      | 24. септембар 2002.                | 20. мај 2003.                      |
|        | 11     | 22      | 23. септембар 2003.                | 11. мај 2004.                      |
|        | 12     | 20      | 21. септембар 2004.                | 1. март 2005.                      |
| Укупно | Укупно | 261     | 21. септембар 1993 — 1. март 2005. | 21. септембар 1993 — 1. март 2005. |

## Епизоде

### 1. сезона (1993/94)
- Њујоршки плавци (1. сезона)

Дејвид Карусо, Денис Франц, Џејмс МекДенијел, Шери Стрингфилд, Ејми Бренеман и Николас Туртуро улазе у главну поставу. Шери Стрингфилд напушта главну поставу на крају сезоне.
| Бр. у серији | Бр. у сезони | Наслов               | Редитељ            | Сценариста                                  | Емитовање           |
| ------------ | ------------ | -------------------- | ------------------ | ------------------------------------------- | ------------------- |
| 1            | 1            | Почетак              | Грегори Хоблит     | Дејвид Милч, Стивен Бочко                   | 21. септембар 1993. |
| 2            | 2            | Бити или не бити     | Грегори Хоблит     | Дејвид Милч, Стивен Бочко                   | 28. септембар 1993. |
| 3            | 3            | Браон апетит         | Грегори Хоблит     | Дејвид Милч, Стивен Бочко                   | 5. октобар 1993.    |
| 4            | 4            | Права признања       | Чарлс Хед          | Арт Монтерастели, Дејвид Милч, Стивен Бочко | 12. октобар 1993.   |
| 5            | 5            | Емисија обављена     | Мајкл М. Робин     | Тед Мен                                     | 19. октобар 1993.   |
| 6            | 6            | Лична грешка         | Бред Силберлинг    | Дејвид Милч                                 | 26. октобар 1993.   |
| 7            | 7            | НЈПО-вски Лу         | Грегори Хоблит     | Тед Мен                                     | 2. новембар 1993.   |
| 8            | 8            | Бура у ш-шољи        | Данијел Сакхајм    | Гарднер Стерн                               | 16. новембар 1993.  |
| 9            | 9            | Ледене глупости      | Денис Дуган        | В. К. Скот Мајер                            | 30. новембар 1993.  |
| 10           | 10           | Оскар, Мајер, Вајнер | Бред Силберлинг    | Тед Мен, Гарднер Стерн                      | 7. децембар 1993.   |
| 11           | 11           | Из зеца у вечност    | Ерик Лановил       | Дејвид Милч, Бертон Армус                   | 14. децембар 1993.  |
| 12           | 12           | Горе на крову        | Мајкл М. Робин     | Џорџ Д. Патнам                              | 4. јануар 1994.     |
| 13           | 13           | Отета Абандандова    | Грегори Хоблит     | Дејвид Милч, Стивен Бочко                   | 11. јануар 1994.    |
| 14           | 14           | Скочи, Џек Флајшман  | Рик Волас          | Дејвид Милч, Стивен Бочко                   | 18. јануар 1994.    |
| 15           | 15           | Стероидни момак      | Феликс Алкала      | Ен Бидерман                                 | 8. фебруар 1994.    |
| 16           | 16           | Одједном риба        | Лесли Линка Глатер | Дејвид Милч, Стивен Бочко                   | 15. фебруар 1994.   |
| 17           | 17           | Црнац може да скочи  | Хесус С. Тревињо   | Дејвид Милч, Стивен Бочко                   | 1. март 1994.       |
| 18           | 18           | Зепои браће Маркс    | Мајкл М. Робин     | Дејвид Милч, Стивен Бочко                   | 22. март 1994.      |
| 19           | 19           | Домар Серџ           | Лесли Линка Глатер | Бил Кларк                                   | 29. март 1994.      |
| 20           | 20           | Добра времена, Чарли | Грегори Хоблит     | Дејвид Милч, Стивен Бочко                   | 3. мај 1994.        |
| 21           | 21           | Оружја и ружичњак    | Мајкл М. Робин     | Дејвид Милч, Стивен Бочко                   | 10. мај 1994.       |
| 22           | 22           | Рокајући Робин       | Грегори Хоблит     | Џоди Ворт                                   | 17. мај 1994.       |

### 2. сезона (1994/95)
- Њујоршки плавци (2. сезона)

Шерон Лоренс, Гордон Клап и Гејл О’Греди се придружују главној постави. Ејми Бренеман је напустила глану поставу у 2. епизоди. Дејвид Карусо је напустио главну поставу у 4. епизоди. Њега је заменио Џими Смитс од 5. епизоде.
| Бр. у серији | Бр. у сезони | Наслов                             | Редитељ         | Сценариста                             | Емитовање          |
| ------------ | ------------ | ---------------------------------- | --------------- | -------------------------------------- | ------------------ |
| 23           | 1            | Суђења и муке                      | Грегори Хоблит  | Дејвид Милч, Стивен Бочко              | 11. октобар 1994.  |
| 24           | 2            | Од кога је Скел Рол                | Мајкл М. Робин  | Дејвид Милч, Стивен Бочко              | 18. октобар 1994.  |
| 25           | 3            | Тужени полицајац                   | Марк Тинкер     | Чарлс Х. Егли, Ченинг Гибсон           | 25. октобар 1994.  |
| 26           | 4            | Мртви и нестали                    | Данијел Сакхајм | Леонард Гарднер                        | 1. новембар 1994.  |
| 27           | 5            | Симон каже                         | Грегори Хоблит  | Дејвид Милч, Стивен Бочко, Вејлон Грин | 15. новембар 1994. |
| 28           | 6            | Последње подешавање                | Денис Дуган     | Кристофер Маквајер                     | 22. новембар 1994. |
| 29           | 7            | Две Абандандове                    | Енди Волк       | Вејлон Грин                            | 29. новембар 1994. |
| 30           | 8            | Живота ти                          | Елоди Кин       | Ерик Њумен, Том Таулс                  | 6. децембар 1994.  |
| 31           | 9            | Доне, знамо за наш педерски изглед | Мајкл М. Робин  | Дејвид Милч, Стивен Бочко              | 3. јануар 1995.    |
| 32           | 10           | У дупе, Бобе                       | Дона Дајч       | Дејвид Милч, Стивен Бочко              | 10. јануар 1995.   |
| 33           | 11           | Виши-Веши-Вини                     | Мајкл М. Робин  | Дејвид Милч, Стивен Бочко              | 17. јануар 1995.   |
| 34           | 12           | Бес великих уста                   | Чарлс Хед       | Тереза Рибек                           | 7. фебруар 1995.   |
| 35           | 13           | Путовања са Ендијем                | Марк Тинкер     | Роузмери Бреслин                       | 14. фебруар 1995.  |
| 36           | 14           | Убиство са зубима у себи           | Дона Дајч       | Френклин Аџај, Бари Даглас             | 21. фебруар 1995.  |
| 37           | 15           | Бомбе падају                       | Хорхе Монтеси   | Дејвид Милч, Стивен Бочко, Бил Кларк   | 28. фебруар 1995.  |
| 38           | 16           | Не-Амерички графити                | Џо Ен Фогл      | Леонард Гарднер                        | 14. март 1995.     |
| 39           | 17           | Прљаве чарапе                      | Елоди Кин       | Лари Коен                              | 21. март 1995.     |
| 40           | 18           | Наговештај                         | Марк Тинкер     | Вејлон Грин, Дејвид Милс               | 4. април 1995.     |
| 41           | 19           | Боксерска побуна                   | Хорхе Монтеси   | Вејлон Грин, Бил Кларк                 | 2. мај 1995.       |
| 42           | 20           | Кладионичар и тикет                | Марк Пизнарски  | Џорџ Д. Патнам                         | 9. мај 1995.       |
| 43           | 21           | Детектив у банци                   | Мајкл М. Робин  | Виктор Бамбало                         | 16. мај 1995.      |
| 44           | 22           | П.О.Т. Сиповиц                     | Марк Тинкер     | Дејвид Милч, Стивен Бочко              | 23. мај 1995.      |

### 3. сезона (1995/96)
- Њујоршки плавци (3. сезона)

Џастин Мицели и Ким Дилејни се придружују главној постави. Гејл О’Греди и Џастин Мицели су напустиле главну поставу на крају 20. односно 22. епизоде.
| Бр. у серији | Бр. у сезони | Наслов                       | Редитељ          | Сценариста                 | Емитовање          |
| ------------ | ------------ | ---------------------------- | ---------------- | -------------------------- | ------------------ |
| 45           | 1            | Ургентни центар              | Марк Тинкер      | Дејвид Милч, Дејвид Милс   | 24. октобар 1995.  |
| 46           | 2            | Тора! Тора! Тора!            | Дона Дајч        | Тереза Рибек, Бил Кларк    | 31. октобар 1995.  |
| 47           | 3            | Једна велика срећна породица | Мајкл М. Робин   | Гарднер Стерн              | 7. новембар 1995.  |
| 48           | 4            | Хејвин може да чека          | Елоди Кин        | Леонард Гарднер, Бил Кларк | 14. новембар 1995. |
| 49           | 5            | Прљави веш                   | Марк Тинкер      | Дејвид Милч, Николас Вутон | 21. новембар 1995. |
| 50           | 6            | Курт Расел                   | Џим Чарлстон     | Леонард Гарднер, Бил Кларк | 28. новембар 1995. |
| 51           | 7            | Бик који стари               | Дејвис Гугенхајм | Дејвид Милс                | 12. децембар 1995. |
| 52           | 8            | Хладни грејачи               | Адам Нимој       | Бил Кларк, Тереза Рибек    | 19. децембар 1995. |
| 53           | 9            | Извини, Вонг је осумњичен    | Мајкл М. Робин   | Бил Кларк, Гарднер Стерн   | 9. јануар 1996.    |
| 54           | 10           | Џунгла на табли              | Марк Тинкер      | Вилијам Л. Морис           | 16. јануар 1996.   |
| 55           | 11           | Горућа љубав                 | Пери Ланг        | Бил Кларк, Гарднер Стерн   | 30. јануар 1996.   |
| 56           | 12           | Ове старе кости              | Дона Дајч        | Тереза Рибек               | 6. фебруар 1996.   |
| 57           | 13           | Шака долара                  | Елоди Кин        | Бил Кларк, Николас Вутон   | 13. фебруар 1996.  |
| 58           | 14           | Откачени професор            | Марк Тинкер      | Бил Кларк, Гарднер Стерн   | 20. фебруар 1996.  |
| 59           | 15           | Главни случај                | Ренди Зиск       | Дејвид Милс, Бил Кларк     | 27. фебруар 1996.  |
| 60           | 16           | Женске приче                 | Пери Ланг        | Бил Кларк, Тереза Рибек    | 19. март 1996.     |
| 61           | 17           | Холи и риба на надувавање    | Дејвид Гугенхим  | Бил Кларк, Дејвид Сајмон   | 26. март 1996.     |
| 62           | 18           | Опљачкани смо                | Марк Тинкер      | Бил Кларк, Леонард Гарднер | 2. април 1996.     |
| 63           | 19           | Оштећена тетка               | Мајкл Воткинс    | Бил Кларк, Николас Вутон   | 30. април 1996.    |
| 64           | 20           | Смрт у породици              | Марк Тинкер      | Мајкл Дејли                | 7. мај 1996.       |
| 65           | 21           | Затварање времена            | Дејвид Розенблум | Бил Кларк, Дејвид Милс     | 14. мај 1996.      |
| 66           | 22           | Није крив, брат ми је        | Мајкл М. Робин   | Бил Кларк, Боб Глодини     | 21. мај 1996.      |

### 4. сезона (1996/97)
- Њујоршки плавци (4. сезона)

Шерон Лоренс напушта главну поставу на крају сезоне. 
| Бр у. серији | Бр у. сезони | Наслов                               | Редитељ          | Сценариста                                | Емитовање          |
| ------------ | ------------ | ------------------------------------ | ---------------- | ----------------------------------------- | ------------------ |
| 67           | 1            | Моби Грег                            | Марк Тинкер      | Дејвид Милч, Бил Кларк                    | 15. октобар 1996.  |
| 68           | 2            | Дебели Стју                          | Бред Силберлинг  | Дејвид Милч, Бил Кларк                    | 22. октобар 1996.  |
| 69           | 3            | Да, немамо канолис                   | Марк Тинкер      | Дејвид Милч, Бил Кларк                    | 29. октобар 1996.  |
| 70           | 4            | Где је Свалдо                        | Марк Тинкер      | Стивен Гејган, Мајкл М. Пери, Дејвид Милч | 12. новембар 1996. |
| 71           | 5            | Где је Ван Гог?                      | Мајкл М. Робин   | Дејвид Милч, Бил Кларк                    | 19. новембар 1996. |
| 72           | 6            | Да господине, то је моја беба        | Дејвис Гугенхајм | Рифт Фурније                              | 26. новембар 1996. |
| 73           | 7            | Муфљузна авантура Теда и Кери        | Данијел Сакхајм  | Мередит Стим                              | 3. децембар 1996.  |
| 74           | 8            | Неспособњаковићу                     | Мајкл М. Робин   | Тереза Рибек                              | 10. децембар 1996. |
| 75           | 9            | Човек који затвара пукотине на броду | Дона Дајч        | Дејвид Милч, Бил Кларк                    | 17. децембар 1996. |
| 76           | 10           | Мој дивљи ирски нос                  | Боб Доерти       | Хју Левик                                 | 7. јануар 1997.    |
| 77           | 11           | Алис се не уклапа овде               | Марк Тинкер      | Дејвид Милч, Бил Кларк                    | 14. јануар 1997.   |
| 78           | 12           | Горе-доле                            | Парис Баркли     | Бил Кларк, Дејвид Милс                    | 21. јануар 1997.   |
| 79           | 13           | Том и Џери                           | Адам Нимој       | Дејвид Милч, Бил Кларк                    | 28. јануар 1997.   |
| 80           | 14           | Оригинални                           | Мајкл М. Робин   | Дејвид Милч, Бил Кларк                    | 11. фебруар 1997.  |
| 81           | 15           | Последње сијање задњег светла        | Ренди Зиск       | Дејвид Милс                               | 18. фебруар 1997.  |
| 82           | 16           | Какав глупан                         | Пери Ланг        | Дејвид Милч, Бил Кларк                    | 25. фебруар 1997.  |
| 83           | 17           | Набијено искуство                    | Мајкл Воткинс    | Дејвид Милч, Бил Кларк                    | 15. април 1997.    |
| 84           | 18           | Волим Луси                           | Кети Бејтс       | Дејвид Милч, Тереза Ребек                 | 22. април 1997.    |
| 85           | 19           | Лош реп                              | Метју Пен        | Тед Мамфорд                               | 29. април 1997.    |
| 86           | 20           | Немогућа емисија                     | Боб Доерти       | Дејвид Милч, Бил Кларк                    | 6. мај 1997.       |
| 87           | 21           | Је л' Париз гори?                    | Парис Баркли     | Дејвид Шор                                | 13. мај 1997.      |
| 88           | 22           | Искуство у сушењу                    | Мајкл Воткинс    | Џејн Волас                                | 20. мај 1997.      |

### 5. сезона (1997/98)
- Њујоршки плавци (5. сезона)

Андреа Томпсон се придружује главној постави.
| Бр. у серији | Бр. у сезони | Наслов                                 | Редитељ         | Сценариста                           | Емитовање           |
| ------------ | ------------ | -------------------------------------- | --------------- | ------------------------------------ | ------------------- |
| 89           | 1            | Овај пупољак је за тебе                | Марк Тинкер     | Дејвид Милч                          | 30. септембар 1997. |
| 90           | 2            | Све добро се завршава добро            | Парис Баркли    | Дејвид Милч, Бил Кларк               | 7. октобар 1997.    |
| 91           | 3            | Три девојке и беба                     | Марк Тинкер     | Дејвид Милч, Бил Кларк               | 14. октобар 1997.   |
| 92           | 4            | Истина је негде тамо                   | Денис Дуган     | Дејвид Милч, Бил Кларк               | 28. октобар 1997.   |
| 93           | 5            | Нико не може сам                       | Фарел Џејн Ливи | Дејвид Милч, Кетрин Стриблинг        | 4. новембар 1997.   |
| 94           | 6            | Мртвац горови                          | Дона Дајч       | Џејсон Кејхил                        | 11. новембар 1997.  |
| 95           | 7            | Мутне радње                            | Денис Дуган     | Дејвид Милч, Бил Кларк               | 18. новембар 1997.  |
| 96           | 8            | Изгубљени Израел -I део-               | Стивен Депол    | Тед Мен, Бил Кларк, Мередит Стим     | 25. новембар 1997.  |
| 97           | 9            | Изгубљени Израел -II део-              | Парис Баркли    | Дејвид Милч, Бил Кларк               | 9. децембар 1997.   |
| 98           | 10           | Сећање на прошлост грба                | Џејк Палтроу    | Дејвид Милч, Бил Кларк, Џон Чејмберс | 16. децембар 1997.  |
| 99           | 11           | Под Растом си                          | Боб Доерти      | Дејвид Милч, Бил Кларк               | 6. јануар 1998.     |
| 100          | 12           | Вендина кутија                         | Марк Тинкер     | Дејвид Милч, Бил Кларк               | 13. јануар 1998.    |
| 101          | 13           | Близанци Питс                          | Метју Пен       | Дејвид Милч, Бил Кларк               | 10. фебруар 1998.   |
| 102          | 14           | Плетиља мржње                          | Парис Баркли    | Дејвид Милч, Бил Кларк               | 17. фебруар 1998.   |
| 103          | 15           | Не убијај гласника                     | Метју Пен       | Дејвид Милч, Бил Кларк               | 24. фебруар 1998.   |
| 104          | 16           | Онај који се извукао                   | Стивен Депол    | Адиса Ива                            | 3. март 1998.       |
| 105          | 17           | Причај у совје име, Брусе Клејтоне     | Марк Тинкер     | Дејвид Милч, Бил Кларк               | 24. март 1998.      |
| 106          | 18           | Не желим да умрем                      | Пери Ланг       | Дејвид Милч, Бил Кларк, Џил Голдсмит | 31. март 1998.      |
| 107          | 19           | Простата пре закона                    | Парис Баркли    | Дејвид Милч, Бил Кларк               | 28. април 1998.     |
| 108          | 20           | Време је за чекић                      | Марк Тинкер     | Дејвид Милч, Бил Кларк               | 5. мај 1998.        |
| 109          | 21           | Семено размишљање                      | Метју Пен       | Дејвид Милч, Бил Кларк, Кевин Аркади | 12. мај 1998.       |
| 110          | 22           | Медени месец на Нијагариним водопадима | Парис Баркли    | Дејвид Милч, Бил Кларк               | 19. мај 1998.       |

### 6. сезона (1998/99)
- Њујоршки плавци (6. сезона)

Шерон Лорен се поново придружује главној постави. Џими Смитс и Шерон Лорен напуштају главну поставу у 5. односно 10. епизоди. Рик Шродер и Бил Брочрап се придружују главној поста и у 6. односно 13. епизоди.
| Бр. у серији | Бр. у сезони | Наслов                  | Редитељ        | Сценариста                           | Емитовање          |
| ------------ | ------------ | ----------------------- | -------------- | ------------------------------------ | ------------------ |
| 111          | 1            | Топ гумица              | Марк Тинкер    | Дејвид Милч, Стивен Бочко, Бил Кларк | 20. октобар 1998.  |
| 112          | 2            | Полицајац у боци        | Парис Берклеј  | Дејвид Милч, Стивен Бочко, Бил Кларк | 27. октобар 1998.  |
| 113          | 3            | Укоченост и број        | Марк Тинкер    | Дејвид Милч, Стивен Бочко, Бил Кларк | 10. новембар 1998. |
| 114          | 4            | Братовљев старатељ      | Дона Дич       | Дејвид Милч, Стивен Бочко, Бил Кларк | 17. новембар 1998. |
| 115          | 5            | Срца и душе             | Парис Берклеј  | Дејвид Милч, Стивен Бочко, Бил Кларк | 24. новембар 1998. |
| 116          | 6            | Дени Бој                | Марк Тинкер    | Дејвид Милч, Стивен Бочко, Бил Кларк | 1. децембар 1998.  |
| 117          | 7            | Чешки одскок            | Парис Берклеј  | Дејвид Милч, Бил Кларк               | 8. децембар 1998.  |
| 118          | 8            | Побеснели бикови        | Стивен ДеПол   | Дејвид Милч, Стивен Бочко, Бил Кларк | 15. децембар 1998. |
| 119          | 9            | Место прљавштине        | Мајкл М. Робин | Дејвид Милч, Бил Кларк               | 5. јануар 1999.    |
| 120          | 10           | Покажи и реци           | Марк Бакленд   | Дејвид Милч, Бил Кларк               | 12. јануар 1999.   |
| 121          | 11           | Велика теорија праска   | Џејк Полтро    | Дејвид Милч, Бил Кларк               | 9. фебруар 1999.   |
| 122          | 12           | Шта има, Чак?           | Боб Доерти     | Дејвид Милч, Бил Кларк               | 16. фебруар 1999.  |
| 123          | 13           | Мртвакиња хода          | Парис Берклеј  | Дејвид Милч, Бил Кларк               | 23. фебруар 1999.  |
| 124          | 14           | Рафаелов пакао          | Метју Пен      | Дејвид Милч, Бил Кларк               | 2. март 1999.      |
| 125          | 15           | Сањам                   | Марк Бакленд   | Дејвид Милч, Бил Кларк               | 6. април 1999.     |
| 126          | 16           | Заражено непонашање     | Карен Гавиола  | Дејвид Милч, Бил Кларк               | 13. април 1999.    |
| 127          | 17           | Не зајебавај се са мном | Стивен ДеПол   | Дејвид Милч, Бил Кларк               | 20. април 1999.    |
| 128          | 18           | Господин Робертс        | Марк Тинкер    | Дејвид Милч, Бил Кларк               | 27. април 1999.    |
| 129          | 19           | Јудин свештеник         | Денис М. Вајт  | Дејвид Милч, Бил Кларк               | 4. мај 1999.       |
| 130          | 20           | Нацртаћу ти мапу        | Дона Дич       | Дејвид Милч, Бил Кларк               | 11. мај 1999.      |
| 131          | 21           | Поглед говори то        | Парис Берклеј  | Бил Кларк, Бернадет МекНамара        | 18. мај 1999.      |
| 132          | 22           | Сигурна кућа            | Марк Тинкер    | Дејвид Милч, Бил Кларк               | 25. мај 1999.      |

### 7. сезона (2000)
- Њујоршки плавци (7. сезона)

Николас Туртуро је напустио серију у 6. епизоди, а заменио га је Хенри Симонс у 7. епизоди. Андреа Томпсон је напустила серију на крају сезоне.
| Бр. у серији | Бр. у сезони | Наслов                            | Редитељ          | Сценариста                               | Емитовање         |
| ------------ | ------------ | --------------------------------- | ---------------- | ---------------------------------------- | ----------------- |
| 133          | 1            | Мрачна ноћ                        | Марк Тинкер      | Дејвид Милч, Бил Кларк                   | 11. јануар 2000.  |
| 134          | 2            | Рупа у Хуану                      | Стивен ДеПол     | Дејвид Милч, Бил Кларк                   | 18. јануар 2000.  |
| 135          | 3            | Човек са две десне ципеле         | Марк Тинкер      | Дејвид Милч, Бил Кларк                   | 25. јануар 2000.  |
| 136          | 4            | Голаћи су мртваци                 | Боб Доерти       | Дејвид Милч, Бил Кларк                   | 1. фебруар 2000.  |
| 137          | 5            | Ове ципеле су направљене за Жакин | Џеф МекКрекен    | Бил Кларк, Ли Хабард                     | 8. фебруар 2000.  |
| 138          | 6            | Браћа под оружјем                 | Џејк Полтро      | Дејвид Милч, Бил Кларк                   | 15. фебруар 2000. |
| 139          | 7            | Ево га, иде Џоунс                 | Фарел Џејн Луи   | Дејвид Милч, Бил Кларк                   | 22. фебруар 2000. |
| 140          | 8            | Сви изигравају мазгу              | Марк Тинкер      | Дејвид Милч, Бил Кларк                   | 23. фебруар 2000. |
| 141          | 9            | Кретен                            | Стивен ДеПол     | Дејвид Милч, Бил Кларк                   | 29. фебруар 2000. |
| 142          | 10           | Ко убија у сну                    | Карен Гавиола    | Дејвид Милч, Бил Кларк, В. К. Скот Мајер | 7. март 2000.     |
| 143          | 11           | Мали Абнер                        | Боб Доерти       | Дејвид Милч, Бил Кларк                   | 14. март 2000.    |
| 144          | 12           | Добро дошли у Њујорк              | Питер Маркл      | Дејвид Милч, Бил Кларк                   | 21. март 2000.    |
| 145          | 13           | Досије Ирвин                      | Денис М. Вајт    | Дејвид Милч, Бил Кларк                   | 28. март 2000.    |
| 146          | 14           | Преспавати                        | Метју Пен        | Дејвид Милч, Бил Кларк                   | 4. април 2000.    |
| 147          | 15           | Под стресом због успеха           | Дона Дич         | Дејвид Милч, Бил Кларк                   | 11. април 2000.   |
| 148          | 16           | Збгом Чарли                       | Марк Тинкер      | Дејвид Милч, Бил Кларк                   | 18. април 2000.   |
| 149          | 17           | Откотрљај чауру                   | Џејмс МекДенијел | Дејвид Милч, Бил Кларк                   | 25. април 2000.   |
| 150          | 18           | Срећни Лусијано                   | Кларк Џонсон     | Дејвид Милч, Бил Кларк                   | 2. мај 20000.     |
| 151          | 19           | Чај и саосећање                   | Џо Ен Фогл       | Дејвид Милч, Бил Кларк                   | 9. мај 2000.      |
| 152          | 20           | Овај стари брачни дуг             | Боб Доерти       | Дејвид Милч, Бил Кларк, Тед Шатлворт     | 16. мај 2000.     |
| 153          | 21           | Шишмише Ларију                    | Стивен ДеПол     | Дејвид Милч, Бил Кларк                   | 23. мај 2000.     |
| 154          | 22           | Последња рунда                    | Марк Тинкер      | Дејвид Милч, Бил Кларк                   | 23. мај 2000.     |

### 8. сезона (2001)
- Њујоршки плавци (8. сезона)

Гарсел Бјува-Нилон, Шарлот Рос и Есаи Моралес су се придружили главној постави 11. епизоди, 12. епизодн односно 14. епизоди. Џејмс МекДенијел је напустио серију у 13. епизоди. Ким Дилејни је напустила серију у 18. епизоди. Рик Шродер је напустио серију на крају сезоне.
| Бр. у серији | Бр. у сезони | Наслов                            | Редитељ        | Сценариста                             | Емитовање         |
| ------------ | ------------ | --------------------------------- | -------------- | -------------------------------------- | ----------------- |
| 155          | 1            | Без Дејва у Њујорку               | Марк Тинкер    | Бил Кларк, Џоди Ворт, Мат Олмстед      | 9. јануар 2001.   |
| 156          | 2            | Буђење је тешко                   | Стивен ДеПол   | Бил Кларк, Џоди Ворт                   | 16. јануар 2001.  |
| 157          | 3            | Франкова, драга моја, боли ме уво | Марк Тинкер    | Бил Кларк, Мат Олмстед                 | 23. јануар 2001.  |
| 158          | 4            | Породичне везе                    | Боб Доерти     | Бил Кларк, Баз Бисинџер                | 30. јануар 2001.  |
| 159          | 5            | Руске будале                      | Фарел Џејн Луи | Бил Кларк, Џонатан Лиско               | 6. фебруар 2001.  |
| 160          | 6            | Писање грешака                    | Стивен ДеПол   | Стивен Бочко, Бил Кларк, Т. Џ. Инглиш  | 13. фебруар 2001. |
| 161          | 7            | Родбина, одметници                | Џејк Полтро    | Стивен Бочко, Бил Кларк, Т. Џ. Инглиш  | 20. фебруар 2001. |
| 162          | 8            | Раселманија                       | Карен Гавиола  | Бил Кларк, Џоди Ворт                   | 27. фебруар 2001. |
| 163          | 9            | О, варварине                      | Марк Тинкер    | Бил Кларк, Мат Олмстед                 | 6. март 2001.     |
| 164          | 10           | У мирној ноћи                     | Боб Доерти     | Бил Кларк, Александра Канингам         | 13. март 2001.    |
| 165          | 11           | Воајерчић                         | Мајкл Воткинс  | Бил Кларк, Виктор Бумбало              | 20. март 2001.    |
| 166          | 12           | Гробница зачаране вечери          | Џон Трејси     | Бил Кларк, Баз Мисинџер                | 27. март 2001.    |
| 167          | 13           | Лет за Фенсија                    | Кевин Хукс     | Бил Кларк, Џонатан Лиско               | 3. април 2001.    |
| 168          | 14           | Нос и нос                         | Стивен ДеПол   | Бил Кларк, Џоди Ворт                   | 10. април 2001.   |
| 169          | 15           | Љубав боли                        | Рик Валас      | Бил Кларк, Харолд Силвестер            | 17. април 2001.   |
| 170          | 16           | Сви у базен                       | Марк Тинкер    | Бил Кларк, Николас Вутон               | 24. април 2001.   |
| 171          | 17           | Умрети за сведочење               | Денис Вајт     | Бил Кларк, Мат Олмстед                 | 1. мај 2001.      |
| 172          | 18           | Изгубљено време                   | Боб Доерти     | Бил Кларк, Баз Мисинџер                | 8. мај 2001.      |
| 173          | 19           | Тајни задаци                      | Дона Дич       | Бил Кларк, Александра Канингам         | 15. мај 2001.     |
| 174          | 20           | У ветру                           | Марк Тинкер    | Стивен Бочко, Бил Кларк, Џонатан Лиско | 22. мај 2001.     |

### 9. сезона (2001/02)
- Њујоршки плавци (9. сезона)

Марк-Пол Госелар и Жаклин Обрадорс су се придружили главној постави. Он на почетку сезоне, она у 8. епизоди.
| Бр. у серији | Бр. у сезони | Наслов                                          | Редитељ            | Сценариста                             | Емитовање          |
| ------------ | ------------ | ----------------------------------------------- | ------------------ | -------------------------------------- | ------------------ |
| 175          | 1            | Лажњ к'о пас                                    | Марк Тинкер        | Стивен Бочко, Бил Кларк, Мат Олмстед   | 6. новембар 2001.  |
| 176          | 2            | Џони је добио своје злато -Лаже к'о пас II део- | Марк Пизнарски     | Стивен Бочко, Бил Кларк, Николас Вутон | 6. новембар 2001.  |
| 177          | 3            | Два Кларка у кафани                             | Хенри Џ. Бронштајн | Бил Кларк, Џоди Ворт                   | 13. новембар 2001. |
| 178          | 4            | Пут под ноге, Кларк                             | Џејк Полтро        | Бил Кларк, Елизабет Серноф             | 20. новембар 2001. |
| 179          | 5            | Полицајци и пљачкаши                            | Марк Тинкер        | Бил Кларк, Харолд Силвестер            | 27. новембар 2001. |
| 180          | 6            | Бебећа љубав                                    | Дона Дич           | Бил Кларк, Мат Олмстед                 | 4. децембар 2001.  |
| 181          | 7            | Мама није ту                                    | Стивен ДеПол       | Бил Кларк, Николас Вутон               | 11. децембар 2001. |
| 182          | 8            | Штенећа љубав                                   | Дик Лоури          | Бил Кларк, Џоди Ворт                   | 18. децембар 2001. |
| 183          | 9            | Ево га син                                      | Чарлс Хед          | Бил Каплан, Џонатан Роберт Каплан      | 8. јануар 2002.    |
| 184          | 10           | Љубоморна срца                                  | Боб Доерти         | Бил Кларк, Мат Олмстед                 | 15. јануар 2002.   |
| 185          | 11           | Хампти је одбачен                               | Дајен Хјустон      | Бил Кларк, Николас Вутон               | 5. фебруар 2002.   |
| 186          | 12           | O, мама                                         | Питер Маркл        | Бил Кларк, Џоди Ворт                   | 19. фебруар 2002.  |
| 187          | 13           | Тако добар сафари                               | Марк Пизнарски     | Бил Кларк, Мат Олмстед                 | 26. фебруар 2002.  |
| 188          | 14           | Ручни посао                                     | Тавна МекКирнан    | Бил Кларк, Мат Олмстед                 | 5. март 2002.      |
| 189          | 15           | Оружје и црева                                  | Крег Зиск          | Бил Кларк, Николас Вутон               | 12. март 2002.     |
| 190          | 16           | Мали тата је ту                                 | Стивен ДеПол       | Бил Кларк, Џоди Ворт                   | 19. март 2002.     |
| 191          | 17           | Циганка ме проклела                             | Марк Тинкер        | Бил Кларк, Николас Вутон               | 26. март 2002.     |
| 192          | 18           | Мање је смрт                                    | Метју Пен          | Бил Кларк, Стивен Едли Гиргис          | 16. април 2002.    |
| 193          | 19           | Слаб удар                                       | Марк Тинкер        | Бил Кларк, Николас Вутон               | 30. април 2002.    |
| 194          | 20           | Уништени Едип                                   | Нелсон Макормик    | Бил Кларк, Мат Олмстед                 | 7. мај 2002.       |
| 195          | 21           | Мртво месо у Новом Делхију                      | Џејк Полтро        | Бил Кларк, Џоди Ворт                   | 14. мај 2002.      |
| 196          | 22           | Постави боље него икад -I део-                  | Марк Тинкер        | Бил Кларк, Николас Вутон, Мат Олмстед  | 21. мај 2002.      |
| 197          | 23           | Постави боље него икад -II део-                 | Марк Тинкер        | Бил Кларк, Николас Вутон, Мат Олмстед  | 21. мај 2002.      |

### 10. сезона (2002/03)
- Њујоршки плавци (10. сезона)

| Бр. у серији | Бр. у сезони | Наслов                      | Редитељ         | Сценариста                | Емитовање           |
| ------------ | ------------ | --------------------------- | --------------- | ------------------------- | ------------------- |
| 198          | 1            | О доле                      | Марк Тинкер     | Бил Кларк, Николас Вутон  | 24. септембар 2002. |
| 199          | 2            | Имате пошту                 | Марк Пизнарски  | Бил Кларк, Мат Олмстед    | 1. октобар 2002.    |
| 200          | 3            | Неко у орасима              | Мајкл Свајцер   | Бил Кларк, Џоди Ворт      | 8. октобар 2002.    |
| 201          | 4            | Наћи ћемо се у парку        | Џеси Бочко      | Грег Плеџмен              | 15. октобар 2002.   |
| 202          | 5            | Смрт бициклом               | Џејк Полтро     | Бил Кларк, Кит Иснер      | 22. октобар 2002.   |
| 203          | 6            | Молити се богу              | Maрк Тинкер     | Бил Кларк, Том Шентгиорги | 29. октобар 2002.   |
| 204          | 7            | Чизме                       | Maрк Тинкер     | Бил Кларк, Грег Плеџмен   | 12. новембар 2002.  |
| 205          | 8            | Одувај звонце               | Maрк Пизнарски  | Бил Кларк, Николас Вутон  | 19. новембар 2002.  |
| 206          | 9            | Полупепео                   | Стивен ДеПол    | Бил Кларк, Мат Олмстед    | 26. новембар 2002.  |
| 207          | 10           | Здрав тренутак Макдауелове  | Тавна МекКирнан | Бил Кларк, Џоди Ворт      | 10. децембар 2002.  |
| 208          | 11           | Не шалим се                 | Џо Ен Фогл      | Бил Кларк, Том Шентгиорги | 7. јануар 2003.     |
| 209          | 12           | Ухапшени догађај            | Џеси Бочко      | Бил Кларк, Кит Иснер      | 14. јануар 2003.    |
| 210          | 13           | Дно горе                    | Дона Дич        | Бил Кларк, Грег Плеџмен   | 4. фебруар 2003.    |
| 211          | 14           | Смеј се све до клинике      | ЏоЕн МекКул     | Бил Кларк, Сони Постиљоне | 11. фебруар 2003.   |
| 212          | 15           | Травестит ти је узео пиштољ | Рик Валас       | Бил Кларк, Ерик Роџерс    | 18. фебруар 2003.   |
| 213          | 16           | Гола буђења                 | Maрк Тинкер     | Бил Кларк, Мат Олмстед    | 25. фебруар 2003.   |
| 214          | 17           | На зиду                     | Џон Хејмс       | Бил Кларк, Николас Вутон  | 8. април 2003.      |
| 215          | 18           | Војнички живот              | Метју Пен       | Бил Кларк, Џоди Ворт      | 15. април 2003.     |
| 216          | 19           | Упознајте бабу и деду       | Џејк Полтро     | Бил Кларк, Грег Плеџмен   | 29. април 2003.     |
| 217          | 20           | Mожда беба                  | Боб Доерти      | Бил Кларк, Кит Иснер      | 6. мај 2003.        |
| 218          | 21           | Јо, Адриан                  | Керол Бенкер    | Бил Кларк, Том Шентгиорги | 13. мај 2003.       |
| 219          | 22           | 22 заношења                 | Maрк Тинкер     | Бил Кларк, Мат Олмстед    | 20. мај 2003.       |

### 11. сезона (2003/04)
- Њујоршки плавци (11. сезона)

Шарлот Рос и Есаи Моралес су напустили главну поставу у 14. односно 13. епизоди. Џон Ф. О’Донохју је заменио Есаија Моралеса у 14. епизоди. Џон Ф. О’Донохју у Гарсел Бјува-Нилон су напустили главну поставу на крају сезоне.
| Бр. у серији | Бр. у сезони | Наслов                       | Редитељ         | Сценариста                            | Емитовање           |
| ------------ | ------------ | ---------------------------- | --------------- | ------------------------------------- | ------------------- |
| 220          | 1            | Какав мајмун                 | Марк Тинкер     | Бил Кларк, Кит Иснер                  | 23. септембар 2003. |
| 221          | 2            | Твој аутобус, Теде           | Марк Пизнарски  | Бил Кларк, Том Шентгиорги             | 30. септембар 2003. |
| 222          | 3            | Стрижа глупости              | Тавна МекКирнан | Бил Кларк, Бони Марк                  | 7. октобар 2003.    |
| 223          | 4            | Слободан порнић              | Денис Дуган     | Бил Кларк, Грег Плеџмен               | 14. октобар 2003.   |
| 224          | 5            | Бити у току                  | Џеси Бочко      | Бил Кларк, Мат Олмстед                | 21. октобар 2003.   |
| 225          | 6            | Смирени Енди                 | Џејк Полтро     | Бил Кларк, Николас Вутон              | 28. октобар 2003.   |
| 226          | 7            | То је да се умре             | Ед Бегли мл.    | Бил Кларк, Кит Иснер                  | 4. новембар 2003.   |
| 227          | 8            | И Венера је...               | Пол Идс         | Бил Кларк, Том Шентгиорги             | 18. новембар 2003.  |
| 228          | 9            | Само шмокљани плаћају порез  | Дона Дич        | Бил Кларк, Вилијам Финкелштајн        | 25. новембар 2003.  |
| 229          | 10           | Ти си бомба                  | Џон Хејмс       | Мат Олмстед, Николас Вутон            | 10. фебруар 2004.   |
| 230          | 11           | Проналажење камена           | Керол Бенкер    | Бил Кларк, Бони Марк                  | 17. фебруар 2004.   |
| 231          | 12           | Брбљив-брбљив, бум-бум       | Maрк Тинкер     | Бил Кларк, Грег Плеџмен               | 2. март 2004.       |
| 232          | 13           | Узми ми жену, молим те       | Денис Дуган     | Бил Кларк, Кит Иснер                  | 9. март 2004.       |
| 233          | 14           | Пуковник знање               | Стивен ДеПол    | Бил Кларк, Том Шентгиорги             | 16. март 2004.      |
| 234          | 15           | Матори галамџија             | Maрк Тинкер     | Бил Кларк, Николас Вутон              | 23. март 2004.      |
| 235          | 16           | На огради                    | Боб Доерти      | Бил Кларк, Мат Олмстед                | 30. март 2004.      |
| 236          | 17           | У бога верујемо              | Кевин Хукс      | Бил Кларк, Грег Плеџмен               | 6. април 2004.      |
| 237          | 18           | Браћа Грим                   | Рик Валас       | Бил Кларк, Кит Иснер                  | 13. април 2004.     |
| 238          | 19           | Пилер? Једва сам је познавао | Џеси Бочко      | Бил Кларк, Том Шентгиорги             | 20. април 2004.     |
| 239          | 20           | Трејлор Треш                 | Maрк Тинкер     | Бил Кларк, Мат Олмстед                | 27. април 2004.     |
| 240          | 21           | Шта је твој отров?           | Џеси Бочко      | Бил Кларк, Николас Вутон              | 4. мај 2004.        |
| 241          | 22           | Ко је твој тата?             | Maрк Тинкер     | Бил Кларк, Николас Вутон, Мат Олмстед | 11. мај 2004.       |

### 12. сезона (2004/05)
- Њујоршки плавци (12. сезона)

Кури Грејем и Бони Сомервил се придружују главној постави.
| Бр. у серији | Бр. у сезони | Наслов                                     | Редитељ         | Сценариста                                   | Емитовањe           |
| ------------ | ------------ | ------------------------------------------ | --------------- | -------------------------------------------- | ------------------- |
| 242          | 1            | Хаљина за успех                            | Џеси Бочко      | Бил Клакр, Мат Олмстед                       | 21. септембар 2004. |
| 243          | 2            | Риба ван воде                              | Џеси Бочко      | Бил Кларк, Николас Вутон                     | 28. септембар 2004. |
| 244          | 3            | Велике кугле од гвожђа                     | Марк Тинкер     | Бил Кларк, Том Шентгиорги                    | 12. октобар 2004.   |
| 245          | 4            | Развод у детективском стилу                | Mарк Тинкер     | Бил Кларк, Кит Иснер                         | 12. октобар 2004.   |
| 246          | 5            | Смараш ме                                  | Џон Хејмс       | Бил Кларк, Грег Плеџмен                      | 26. октобар 2004.   |
| 247          | 6            | Ствар са видом                             | Тавна МекКирнан | Бил Кларк, Вилијам Финкелштајн               | 9. новембар 2004.   |
| 248          | 7            | Моја вечера са Ендијем                     | Кевин Хукс      | Бил Кларк, Том Шентгиорги                    | 16. новембар 2004.  |
| 249          | 8            | Свиђа ми се Ике                            | Џеси Бочко      | Бил Кларк, Кит Иснер                         | 23. новембар 2004.  |
| 250          | 9            | Клуб 3Х                                    | Maрк Тинкер     | Бил Кларк, Грег Бол, Стив Блекмен            | 30. новембар 2004.  |
| 251          | 10           | Мртав Доналд                               | Керол Бенкер    | Бил Кларк, Том Шентгиорги                    | 7. децембар 2004.   |
| 252          | 11           | Бејл напоље                                | Џејк Полтро     | Бил Кларк, Кит Иснер                         | 14. децембар 2004.  |
| 253          | 12           | Волим своје жене, али, о, дете             | Алан Розенберг  | Бил Кларк, Вилијам Финкелштајн               | 21. децембар 2004.  |
| 254          | 13           | Столи са окретом                           | Џеси Бочко      | Бил Кларк, Том Шентгиорги                    | 11. јануар 2005.    |
| 255          | 14           | Страх од кауча                             | Боб Доерти      | Бил Кларк, Кит Иснер                         | 18. јануар 2005.    |
| 256          | 15           | Бомба                                      | Maрк Тинкер     | Бил Кларк, Грег Плеџмен                      | 25. јануар 2005.    |
| 257          | 16           | Матори Квивер                              | Ед Бегли мл.    | Бил Кларк, Вилијам Финкелштајн               | 1. фебруар 2005.    |
| 258          | 17           | Наредник Сиповиц од срца воли бенд у клубу | Џон Хејмс       | Бил Кларк, Том Шентгиорги                    | 8. фебруар 2005.    |
| 259          | 18           | Лени берберин                              | Рик Валас       | Бил Кларк, Кит Иснер                         | 15. фебруар 2005.   |
| 260          | 19           | Бејл за шефа                               | Џеси Бочко      | Бил Кларк, Том Шентгиорги, Кит Иснер         | 22. фебруар 2005.   |
| 261          | 20           | Дан за промене                             | Maрк Тинкер     | Стивен Бочко, Бил Кларк, Вилијам Финкелштајн | 1. март 2005.       |